# Trachylepis nancycoutuae
Trachylepis nancycoutuae är en ödleart som beskrevs av  Ronald Archie Nussbaum och RAXWORTHY 1998. Trachylepis nancycoutuae ingår i släktet Trachylepis och familjen skinkar. IUCN kategoriserar arten globalt som nära hotad. Inga underarter finns listade i Catalogue of Life.